# Corning (Iowa)
Corning é uma cidade localizada no estado americano de Iowa, no Condado de Adams.

## Demografia
Segundo o censo americano de 2000, a sua população era de 1783 habitantes.
Em 2006, foi estimada uma população de 1655, um decréscimo de 128 (-7.2%).

## Geografia
De acordo com o United States Census Bureau tem uma área de
4,1 km², dos quais 4,1 km² cobertos por terra e 0,0 km² cobertos por água.

## Localidades na vizinhança
O diagrama seguinte representa as localidades num raio de 24 km ao redor de Corning.